# Buteogallus
Genre
Buteogallus est un genre de rapaces de la famille des Accipitridae.

## Liste d'espèces
Selon la classification de référence (version 14.2, 2024) de l'Union internationale des ornithologues il y a neuf espèces (ordre philogénique) :
- Buteogallus schistaceus (Sundevall, 1850) – Buse ardoisée ;
- Buteogallus anthracinus (Deppe, 1830) – Buse noire ;
- Buteogallus gundlachii (Cabanis, 1855) – Buse de Gundlach ;
- Buteogallus aequinoctialis (Gmelin, JF, 1788) – Buse buson ;
- Buteogallus meridionalis (Latham, 1790) – Buse roussâtre ;
- Buteogallus lacernulatus (Temminck, 1827) – Buse lacernulée ;
- Buteogallus urubitinga (Gmelin, JF, 1788) – Buse urubu ;
- Buteogallus solitarius (Tschudi, 1844) – Buse solitaire ;
- Buteogallus coronatus (Vieillot, 1817) – Buse couronnée.